# NGC 576
NGC 576 (również PGC 5535) – galaktyka spiralna z poprzeczką (SB0-a), znajdująca się w gwiazdozbiorze Feniksa. Odkrył ją John Herschel 3 października 1834 roku.